# 野見隆明
野見 隆明（のみ たかあき、1957年3月28日 - ）は、日本の俳優。東京都出身。

## 経歴
日本テレビのトーク番組「松本紳助」を観覧していたときに、松本人志の目に留まり、2003年、フジテレビの人間観察ドキュメント「働くおっさん人形」でデビュー。当時はサラリーマンであった。
2010年、高須光聖監督のDVD『ドキュメンタリーハイ』に出演する。
2011年、松本人志監督の映画『さや侍』に主演。第64回ロカルノ国際映画祭、第16回釜山国際映画祭、第4回沖縄国際映画祭の舞台挨拶に登壇した。本作の演技で第35回日本アカデミー賞新人俳優賞を受賞した。その後は、昼間は吉本興業東京本社の事務員として、夜は新宿ゴールデン街でバーテンダーとして働く生活を送っていた。
2013年、金子修介監督の映画『ジェリー・フィッシュ』に出演する。

## フィルモグラフィー

### 映画
- さや侍（2011年） - 野見勘十郎役
- ジェリー・フィッシュ（2013年） - “通りすがりの変なおじさん”役
- レンタル×ファミリー（2023年） - 前田隆之役

### テレビ
- 働くおっさん人形（2002年 - 2003年）
- 働くおっさん劇場（2006年 - 2007年）
- 笑っていいとも（2011年6月10日）テレフォンショッキング・松本人志回に突然呼ばれ出演。

### DVD
- ドキュメンタリーハイ（2010年）
- 野見隆明のスーパースターになる方法 KEEP ON DREAMING【ノーカット完全版】 (MizuneT監督、オデッサ・エンタテインメント) - 2011年8月

### TVCM
- DMM.com証券（2011年）
- 一般社団法人日中経済貿易センター「アジアファッションフェア」(2014年9月〜)[9]